# Nokia 3330
Nokia 3330 – telefon komórkowy firmy Nokia. Posiada monochromatyczny wyświetlacz oraz książkę telefoniczną, mogącą zapamiętać 100 kontaktów.

## Funkcje dodatkowe
- Alarm
- Słownik T9
- Kompozytor
- Kalendarz
- Zegarek
- Stoper
- Organizer
- Przelicznik walut
- Kalkulator
- Wymienna obudowa
- Wygaszacz